# Ocean Rain
Ocean Rain es el cuarto álbum de estudio de la banda británica de post-punk Echo & the Bunnymen, publicado por la compañía discográfica Korova el 8 de mayo de 1984. Llegó al puesto número 4 de la lista británica de álbumes más vendidos, al 87 de la estadounidense Billboard 200, al 41 de la canadiense RPM y al veintidós de la lista sueca. Desde su lanzamiento ha sido certificado disco de oro por la British Phonographic Industry al superar las 100 000 copias vendidas en el país. Ocean Rain incluyó tres sencillos: «The Killing Moon», «Silver» y «Seven Seas». El diseño de la portada corrió a cargo de Martyn Atkins, mientras que Brian Griffin se encargó de la fotografía. 
La banda compuso las canciones en 1983 y a comienzos de 1984 grabaron la mayoría del álbum en París junto a una orquesta de treinta y cinco piezas, mientras que el resto se grabó entre Bath y Liverpool. En el momento de su publicación en formatos LP y casete en mayo de 1984, el disco recibió críticas divergentes, antes de que ser reeditado en agosto del mismo año en versión CD. En 2003, Korova reeditó una versión remasterizada y expandida en CD, junto a los otros cuatro discos de los cinco primeros de la banda, mientras que en 2008 se publicó otra versión que incluyó un disco extra en directo. Echo & the Bunnymen realizó varios conciertos en 2008 tocando todas las canciones de Ocean Rain junto a una orquesta.

## Antecedentes
Después de la pobre recepción por parte de la crítica hacia su tercer disco de estudio, Porcupine (1983), Echo & the Bunnymen grabó el sencillo «Never Stop». Hugh Jones, quien ya había producido con anterioridad el álbum Heaven Up Here de 1981, se encargó de producir la canción, que significó un cambio en el sonido de la banda al añadir arreglos con congas, marimbas, violines y violonchelos. Después de la publicación de «Never Stop» el 8 de julio de 1983, la banda hizo una gira por Outer Hebrides en Escocia antes de realizar dos exitosos conciertos en el Royal Albert Hall de Londres los días 18 y 19 de julio. Ese mismo mes, el grupo fue filmado por RPM Productions para un documental de Channel 4 perteneciente a la serie Play at Home. El documental se filmó en una cafetería que la banda había utilizado para grabar versiones acústicas de dos de sus viejas canciones, «Stars Are Stars» y «Villiers Terrace», además de dos nuevas canciones, «The Killing Moon» y «Silver», para el episodio de Play at Home titulado Life At Brian's.
Después de pasar un tiempo en Liverpool componiendo canciones para su nuevo disco, la banda grabó su sexta sesión para el programa radiofónico de John Peel en BBC Radio 1 el 6 de septiembre de 1983. Las canciones que tocaron fueron «Nocturnal Me», «Ocean Rain», «My Kingdom» y «Watch Out Below»; todas ellas publicadas en el cuarto disco de la banda Ocean Rain –«Watch Out Below» se renombró para llamarse finalmente «The Yo Yo Man». Después de la emisión del programa el 10 de octubre de 1983, el punk zine Jamming dijo: «[Las canciones] insinúan un reajuste y un nuevo periodo de recuperación positiva».
Echo & the Bunnymen consiguieron un contrato como cabezas de cartel en un festival de dos semanas celebrado en el Royal Shakespeare Theatre de Stratford-upon-Avon la noche del 23 de octubre de 1983. Debido a la demanda de entradas se añadió una actuación más. En la primera sesión del concierto de Stratford-upon-Avon tocaron por primera vez en directo «The Killing Moon», «Seven Seas» y «Silver». Con representantes de la compañía discográfica de la banda y la madre del cantante Ian McCulloch entre el público, la primera actuación fue tensa y vacilante; aunque el concierto nocturno, sin los representantes ni la madre de McCulloch, fue sustancialmente mejor.
A finales de 1983, el grupo grabó un especial llamado «A Crystal Day» para el programa The Tube de Channel 4. Desentendiéndose del material antiguo, la banda tocó canciones recientes como «The Killing Moon», «Nocturnal Me», «Ocean Rain» –que se había convertido en una balada– y una versión demo de «Thorn of Crowns» llamada «Cucumber».

## Composición y grabación
La banda grabó y autoprodujo «The Killing Moon», publicado como sencillo el 20 de enero de 1984, en los Crescent Studio de Bath, Somerset. Después de pasar un resfriado, McCulloch completó las partes vocales para la canción en los Amazon Studio de Liverpool, donde de Freitas también completó sus partes de batería. A continuación, el grupo se desplazó a París, donde reservaron sitio en Les Studios des Dames y Studio Davout. Henri Lonstan, el ingeniero de sonido de des Dames, asistió con la orquestación, mientras que Adam Peters hizo los arreglos de cuerda y tocó el violonchelo y el piano. Sin embargo, McCulloch no quedó satisfecho con las partes vocales grabadas en París, por lo que después regrabó la mayoría en los Amazon Studio de Liverpool, mientras que el resto de los componentes de la banda quedaron satisfechos con sus respectivas partes.
Continuando con el prominente uso de instrumentos de cuerdas, que comenzó con la grabación del sencillo «The Back of Love» en 1982, el grupo grabó Ocean Rain junto a una orquesta de treinta y cinco miembros. Al respecto, el guitarrista líder Will Sergeant dijo: «Queríamos hacer algo conceptual con una orquestación exuberante; no Mantovani, algo con un giro. Todo es bastante sombrío. "Thorn of Crowns" está basado en una escala oriental. Toda la atmósfera está muy azotada por el viento: piratas orientales, un poco Ben Gunn; oscuro y tormentoso, lluvia a raudales; todo eso». Durante la grabación, De Freitas usó xilófonos y glockenspiels además de su percusión habitual, mientras que el bajista Les Pattinson usó una vieja máquina de reverb en des Dames y Sergeant usó una guitarra acústica Washburn en el solo de «My Kingdom», distorsionada a través de una radio a válvulas.

## Portada
Al igual que para sus álbumes anteriores, la portada fue diseñada por Martyn Atkins y la fotografía fue realizada por Brian Griffin. La banda quiso seguir la temática de sus anteriores tres discos, por lo que el fotógrafo usó para la portada una imagen de la banda en una barca de remos tomada en Carnglaze Caverns, Liskeard, Cornwall. En su libro de 2002 Turquoise Days: The Weird World of Echo & the Bunnymen, el autor Chris Adams describió la portada como «una perfecta representación visual del posiblemente mejor disco de the Bunnymen».
La fotografía de la portada del disco original se mantuvo para su reedición de 2003. Sin embargo, la compañía de diseño gráfico de Rachel Gutek, guppyart, lo alteró ligeramente. La reedición incluyó un libreto interior escrito por el crítico musical Max Bell, que además contiene numerosas fotografías acreditas a Sergeant y Pattinson.

## Recepción
Después de su publicación, Ocean Rain recibió reseñas variadas. El periodista musical Max Bell describió el cambio del sonido más roquero de Echo & the Bunnymen en sus primeros discos al sonido más suave de Ocean Rain en su crítica de 1984 diciendo que «en esta ocasión el vocalista Ian McCulloch ha atenuado sus canciones metafísicas con dulzura romántica y las melodías de la banda pasan al primer plano. Las guitarras acústicas, las pinceladas de teclados usados con moderación se suman al calor optimista del disco y hay una atmósfera coherente en canciones como "Seven Seas" y "Silver", el actual sencillo, que justifican esa pérdida». Sin embargo, la revista Rolling Stone describió el disco como «demasiado a menudo un canto fúnebre monocromático de imaginería banal existencial disfrazada en la idea de un esqueleto musical». Comentaron que contenía coros habilidosos y ambientes agradables, pero que «muestra demasiado poca evolución melódica y demasiado soul torturado». En su reseña de 1984 para NME, Biba Kopf dijo: «[...] Ocean Rain ha sido diseñado para apoyar la noción de la importancia de la banda. Sin embargo, los resultados tienen el efecto contrario». Kopf continuó la reseña criticando las letras de McCulloch, que describió como «cansadas yuxtaposiciones de misteriosas expresiones en boga; diparates y banalidades».
Ocean Rain alcanzó el cuarto puesto en la lista británica de álbumes más vendidos en su primera semana y permaneció en la lista veintiséis semanas consecutivas. En los Estados Unidos entró en el Billboard 200 el 9 de junio de 1984 y permaneció allí once semanas; su posición más alta fue el puesto 87. En Canadá, entró en el puesto 89 de la lista elaborada por la revista RPM y su posición más destacada fue la cuarenta y uno. En las listas suecas permaneció tres semanas y llegó al puesto número 22. Además, la British Phonographic Industry lo certificó como disco de oro en 1984 al superar las 100 000 unidades vendidas en el país. De los sencillos extraídos del disco, «The Killing Moon», publicado el 20 de enero de 1984, alcanzó el puesto 9 en UK Singles Chart y el siete en el Irish Singles Chart. «Silver», lanzado el 13 de abril del mismo año, se posicionó en el número 30 de la lista británica de sencillos y en el número 14 de la irlandesa; y «Seven Seas», publicado el 6 de julio de 1984, alcanzó el puesto número 16 del UK Singles Chart y el diez del Irish Singles Chart.

## Legado
Desde su publicación, Ocean Rain siempre atrajo comentarios dispares de la crítica. En una reseña retrospectiva elaborada por el crítico de Allmusic Jason Ankeny lo comparó con su predecesor, Porcupine, y dijo que los «parámetros estructurales convencionales y simples» de Ocean Rain hacen que sea «el esfuerzo más memorable y bonito» de Echo & the Bunnymen, además de afirmar que «The Killing Moon» es la «cumbre sin par» de la banda. Para la reedición de 2003, Andrew Harrison de la revista Blender describió el disco como «un espléndido retrato subfactorial con espectaculares orquestaciones». Por otra parte, la revista Mojo comentó que el disco tiene «canciones efervescentes, orquestadas con comprensión». El periodista musical británico Simon Reynolds, en su libro de 2005 Rip It Up and Start Again: Post Punk 1978–1984, describió el disco como «suntuoso, orquestado y [...] abiertamente erótico». Por otra parte, Mark Blacklock, en el libro 1001 Albums You Must Hear Before You Die de Robert Dimery, escribió que «aguanta mejor el paso del tiempo que ningún otro álbum de the Bunnymen», gracias a la confianza, los exuberantes arreglos de cuerda, el romance, el calor y la poesía del mismo.
Entre los comentarios menos positivos, Pitchfork describió el disco diciendo que estaba «repleto de pistas mareantes de medio tiempo y orquestación bizarra», aunque dijeron que no era impenetrable y le otorgó una puntuación de 8,6 sobre un total de diez. El periodista Chris Jones de BBC lo describió, en su reseña para la edición de coleccionista, como «el punto donde comienzan a vislumbrarse grietas, aunque están enmascaradas con tanta belleza que casi no importa». Jones comentó que la orquesta de 35 piezas ayuda a canciones como «Nocturnal Me» pero hacía que otras, como «The Yo-Yo Man», «tengan que luchar para mantenerse a flote por encima de los intrusivos arreglos».

## GiraOcean Rain
Echo & the Bunnymen realizó un concierto en el Royal Albert Hall de Londres el 16 de septiembre de 2008, donde recrearon el disco completo apoyado con una orquesta de dieciséis músicos. A este le siguieron dos conciertos de formato similar en el Radio City Music Hall de la ciudad de Nueva York el 1 de octubre y en el Liverpool Echo Arena de Liverpool el 27 de noviembre del mismo año. Para estos dos últimos conciertos, la banda se hizo acompañar de una orquesta de diez piezas dirigida por Rupert Christie. A lo largo de 2009 se hicieron más conciertos similares en Europa y los Estados Unidos.
La gira tuvo en general una buena aceptación de la prensa musical. Simon O'Hagan, crítico de The Independent, hizo una reseña del concierto de Londres y dijo que fue «una noche conmovedora y memorable». Describió también la voz de McCulloch como «magnífica» y que parecía «seda rasgada». Angus Batey de The Guardian concedió al concierto de Londres la máxima calificación posible y describió «The Killing Moon» como «vertiginosamente alto» con la canción «Ocean Rain» como punto álgido, «donde las cuerdas se esperan hasta el segundo verso para entrar como un puñetazo de intensidad casi física, con soleado optimismo melódico penetrando el claroscuro de nubes tormentosas en las letras de pensamientos oscuros». Sin embargo, Adam Sweeting de The Daily Telegraph, comentó que la orquesta «a menudo no aportaba mucho salvo un vago sonido fangoso». En su reseña del concierto de Nueva York, Jim Allen de la revista Rolling Stone describió Radio City como «un lugar grandioso y apropiadamente dramático» y añadió que McCulloch «tenía la voz bien, gruñendo de forma burlona y maravillosa». Para el concierto de Liverpool, Jade Wright escribió en el Liverpool Echo que McCulloch «era una parte de Lou Reed, otra de Oliver Reed, con un poco de Jim Morrison».

## Reediciones
Ocean Rain se publicó por primera vez el 8 de mayo de 1984 en formato LP y casete a través de la discográfica Korova en Europa. Posteriormente se publicó a través de Sire Records en los Estados Unidos el 14 de mayo, mientras que la versión en CD salió a la venta en Europa y los Estados Unidos el 24 de agosto del mismo año. Fue comercializado como «el álbum más grande jamás grabado» y McCulloch comentó con posterioridad que se hizo porque realmente lo pensaban, a pesar de que también dijo que fue una broma: «¡Esa idea no fue mía! Estaba al teléfono con Rob Dickins, directivo de Warner Bros., simplemente bromeando y dije "Oh, es el mejor álbum jamás hecho". Y [él] lo usó en el póster». En una entrevista de 2005 para la revista Record Collector, Sergeant preguntó: «¿Y por qué no?». No antes de preguntarse «¿por qué todo el alboroto?», «¿no es lo que todas las bandas piensan cuando publican un nuevo disco»?.
Ocean Rain se remasterizó y reeditó en CD en 2003 junto a los otros cuatro primeros discos de la banda; estas reediciones se conocen como las ediciones conmemorativas del 25º aniversario. Se añadieron ocho pistas adicionales: «Angels and Devils», grabado en The Automatt de San Francisco, que fue cara B del sencillo «Silver» y producido por The Bunnymen y Alan Perman; las cinco pistas del EP Life At Brian's – Lean and Hungry («All You Need Is Love», «The Killing Moon», «Stars Are Stars», «Villiers Terrace» y «Silver») grabadas para el programa de Channel 4 Play At Home; y dos canciones en directo («My Kingdom» y «Ocean Rain») grabadas para A Crystal Day, un especial de Channel 4 para la serie The Tube. La pista «Silver» extraída de Life At Brian's – Lean and Hungry y dos de las de A Crystal Day eran inéditas hasta el momento. La reedición corrió a cargo de Andy Zax y Bill Inglot. En octubre de 2008 se publicó una edición de coleccionista que, a pesar de incluir «Angels and Devils», reemplaza las pistas adicionales de la edición 25 aniversario con las versiones que aparecen en el sencillo de doce pulgadas de «Silver» y «The Killing Moon». Esta edición también incluye un disco extra con grabaciones del concierto en el Royal Albert Hall de 1983.
De la versión original de Ocean Rain se extrajeron tres sencillos. El primero fue «The Killing Moon», publicado el 20 de enero de 1984; el segundo fue «Silver», editado el 13 de abril del mismo año; y el último fue «Seven Seas», que salió a la venta el 6 de julio. Fue la primera vez que Echo & the Bunnymen sacó más de dos sencillos de un disco.

## Lista de canciones
Todas las canciones escritas y compuestas por Sergeant, McCulloch, Pattinson y de Freitas excepto donde se indique lo contrario. 
| Original |                    |          |  |
| N.º      | Título             | Duración |  |
| 1.       | «Silver»           | 3:22     |  |
| 2.       | «Nocturnal Me»     | 4:57     |  |
| 3.       | «Crystal Days»     | 2:24     |  |
| 4.       | «The Yo-Yo Man»    | 3:10     |  |
| 5.       | «Thorn of Crowns»  | 4:52     |  |
| 6.       | «The Killing Moon» | 5:50     |  |
| 7.       | «Seven Seas»       | 3:20     |  |
| 8.       | «My Kingdom»       | 4:05     |  |
| 9.       | «Ocean Rain»       | 5:12     |  |

| Pistas adicionales (reedición de 2003) |                                                       |          |  |
| N.º                                    | Título                                                | Duración |  |
| 10.                                    | «Angels and Devils»                                   | 4:34     |  |
| 11.                                    | «All You Need Is Love» (en directo, Lennon/McCartney) | 6:44     |  |
| 12.                                    | «The Killing Moon» (en directo)                       | 3:27     |  |
| 13.                                    | «Stars are Stars» (en directo)                        | 3:07     |  |
| 14.                                    | «Villiers Terrace» (en directo)                       | 6:00     |  |
| 15.                                    | «Silver» (en directo)                                 | 3:22     |  |
| 16.                                    | «My Kingdom» (en directo)                             | 4:01     |  |
| 17.                                    | «Ocean Rain» (en directo)                             | 5:18     |  |

| Pistas adicionales (reedición de 2008) |                                        |          |  |
| N.º                                    | Título                                 | Duración |  |
| 10.                                    | «Angels and Devils»                    | 4:23     |  |
| 11.                                    | «Silver (Tidal Wave)»                  | 5:11     |  |
| 12.                                    | «The Killing Moon (All Night Version)» | 9:11     |  |

| Disco adicional (reedición de 2008) |                          |          |  |
| N.º                                 | Título                   | Duración |  |
| 1.                                  | «Going Up»               | 5:14     |  |
| 2.                                  | «Villiers Terrace»       | 3:12     |  |
| 3.                                  | «All That Jazz»          | 2:47     |  |
| 4.                                  | «Heads Will Roll»        | 3:57     |  |
| 5.                                  | «Porcupine»              | 4:07     |  |
| 6.                                  | «All My Colours (Zimbo)» | 4:12     |  |
| 7.                                  | «Silver»                 | 3:21     |  |
| 8.                                  | «Simple Stuff»           | 2:38     |  |
| 9.                                  | «The Cutter»             | 3:40     |  |
| 10.                                 | «The Killing Moon»       | 3:02     |  |
| 11.                                 | «Rescue»                 | 4:06     |  |
| 12.                                 | «Never Stop»             | 4:37     |  |
| 13.                                 | «The Back of Love»       | 3:14     |  |
| 14.                                 | «No Dark Things»         | 3:35     |  |
| 15.                                 | «Heaven Up Here»         | 3:54     |  |
| 16.                                 | «Over the Wall»          | 6:51     |  |
| 17.                                 | «Crocodiles»             | 7:00     |  |

## Créditos
| Echo & The Bunnymen - Ian McCulloch – voz - Will Sergeant – guitarra, clavecín («Angels and Devils») y sitar (sesiones de Life At Brian's) - Les Pattinson – bajo - Pete de Freitas – batería Músicos adicionales - Adam Peters – piano y violonchelo - Alan Perman – clavecín (sesiones de Life At Brian's) - Luvan Kiem – clarinete (sesiones de Life At Brian's) | Producción - The Bunnymen – producción y mezclas - Gil Norton – producción, ingeniería y mezclas - Henri Lonstan – producción e ingeniería - Jean-Yves – asistente de ingeniería - Adam Peters – arreglos de orquesta - David Lord – grabación («The Killing Moon») - Brian Griffin – fotografía - Martyn Atkins – diseño - Andy Zax – producción (reedición) - Bill Inglot – producción (reedición) y remasterización (reedición) - Dan Hersch – remasterización (reedición) - Alan Perman – producción («Angels and Devils») - David Frazer – ingeniería («Angels and Devils») - Rachel Gutek – diseño de portada (reedición) |

## Posición en listas
| País           | Lista                          | Posición |
| -------------- | ------------------------------ | -------- |
| Reino Unido    | The Official UK Charts Company | 4        |
| Estados Unidos | Billboard 200                  | 87       |
| Canadá         | RPM Albums Chart               | 41       |
| Suecia         | Sverigetopplistan              | 22       |